# Frink-Medaille
Die Frink-Medaille der Zoological Society of London wird seit 1973 jährlich für bedeutende Beiträge zur Zoologie eines professionellen Zoologen verliehen. Sie ist mit einer Bronze-Plakette verbunden, die einen Bison zeigt und von der Bildhauerin Elisabeth Frink entworfen wurde.

## Preisträger
- 1973 Julian Huxley
- 1974 John Zachary Young
- 1975 Alastair Graham
- 1976 Ernest James William Barrington
- 1977 Sidnie Manton
- 1978 Vincent Wigglesworth
- 1979 Vero Copner Wynne-Edwards
- 1980 William Homan Thorpe
- 1981 James Eric Smith
- 1982 James Munro Dodd
- 1983 Geoffrey Fryer
- 1984 Percy Cyril Claude Garnham
- 1985 James Desmond Smyth
- 1986 Vera Fretter
- 1987 Eric James Denton
- 1988 Arthur James Cain
- 1989 John Maynard Smith
- 1990 William D. Hamilton
- 1991 Robert Aubrey Hinde
- 1992 Brian Keith Follett
- 1993 Roy Malcolm Anderson
- 1994 Michael Francis Land
- 1995 Robert May
- 1996 John Richard Krebs
- 1997 Timothy Clutton-Brock
- 1998 John Hartley Lawton
- 1999 Linda Partridge
- 2000 Richard Fortey
- 2001 Nicholas Barry Davies
- 2002 Michael Patrick Hassell
- 2003 Quentin Bone
- 2004 Malcolm Burrows
- 2005 Geoffrey A. Parker
- 2006 Brian Charlesworth
- 2007 Thomas Cavalier-Smith
- 2008 Christopher Brian Stringer
- 2009 Charles Godfray
- 2010 Ziheng Yang
- 2011 Paul H. Harvey
- 2012 Georgina Mary Mace
- 2013 Michael Edwin Akam
- 2014 Patrick Bateson
- 2015 Peter Holland
- 2016 Sarah Cleaveland
- 2017 Pat Monaghan
- 2018 John McNamara
- 2019 Christl Donnelly
- 2020 Rosemary Grant
- 2021 Terry Burke
- 2022 Jane L. Hurst